# St. Margarethen an der Sierning
Pour les articles homonymes, voir Sankt Margarethen.
Sankt Margarethen an der Sierning est une commune autrichienne du district de Sankt Pölten-Land en Basse-Autriche.